# كارل هاينريش رؤوف
كارل هاينريش رؤوف (بالألمانية: Karl Heinrich Rau)‏ (و. 1792 – 1870 م) هو اقتصادي، وأستاذ جامعي ألماني، ولد في إرلنغن، وكان عضوًا في الأكاديمية الألمانية للعلوم ليوبولدينا، والأكاديمية الهنغارية للعلوم، توفي في هايدلبرغ، عن عمر يناهز 78 عامًا.

## التعليم
تعلم في جامعة إرلنغن نورنبيرغ.

## جوائز
حصل على جوائز منها:
- ترتيب النسر الأحمر.